# Guljanci
Guljanci (búlgaro:Гулянци) é uma cidade da Bulgária, localizada no distrito de Pleven. A sua população era de 3,432 habitantes segundo o censo de 2010.

## População
| Guljanci | Guljanci | Guljanci | Guljanci | Guljanci | Guljanci | Guljanci | Guljanci | Guljanci | Guljanci | Guljanci | Guljanci | Guljanci | Guljanci | Guljanci | Guljanci | Guljanci | Guljanci | Guljanci | Guljanci |
| --- | -------- | -------- | -------- | -------- | -------- | -------- | -------- | -------- | -------- | -------- | -------- | -------- | -------- | -------- | -------- | -------- | -------- | -------- | -------- |
| Ano | 1887     | 1910     | 1934     | 1946     | 1956     | 1965     | 1975     | 1985     | 1992     | 2001     | 2002     | 2003     | 2004     | 2005     | 2006     | 2007     | 2008     | 2009     | 2010     |
| População |          |          |          | …        | …        | 4,734    | 4,565    | 4,408    | 4,332    | 3,827    | 3,790    | 3,734    | 3,698    | 3,643    | 3,603    | 3,550    | 3,527    | 3,469    | 3,432    |
| Fontes: Instituto Nacional de Estatísticas, „citypopulation.de“, „pop-stat.mashke.org“, Bulgarian Academy of Sciences |          |          |          |          |          |          |          |          |          |          |          |          |          |          |          |          |          |          |          |